# دروز الأردن
الدروز في الأردن هم مواطنون أردنيون، ومن المجموعات العرقية الدينيّة ذات التعاليم الباطنية التي تتبع المعتقد التوحيدي الدرزي، والذين يعرّفون أنفسهم على أنهم موحّدون. وهم طائفة دينيّة إنشقت عن الإسماعيلية، إحدى فرق المذهب الشيعي. وعلى الرغم من الأصول الإسلامية لا يُعتبر الدروز جزءاً من الإسلام، وبالتالي كفَّرت العديد من الفتاوى الدروزَ واعتبرتْهم مُرتدِّين عن دين الإسلام.
من أعلامهم السياسية رشيد طليع أول رئيس حكومة في إمارة شرق الأردن. ويُذكر أن الدروز في الأردن لا يعاملون كأقلية كما الشيشان والشركس والأكراد والأرمن وباقي الأقليات الموجودة، وبالنسبة لإنتشارهم في الأردن فهو في عدة مدن من أهمها وأكبرها مدينة أم القطين ومدينة الأزرق.

## تاريخ

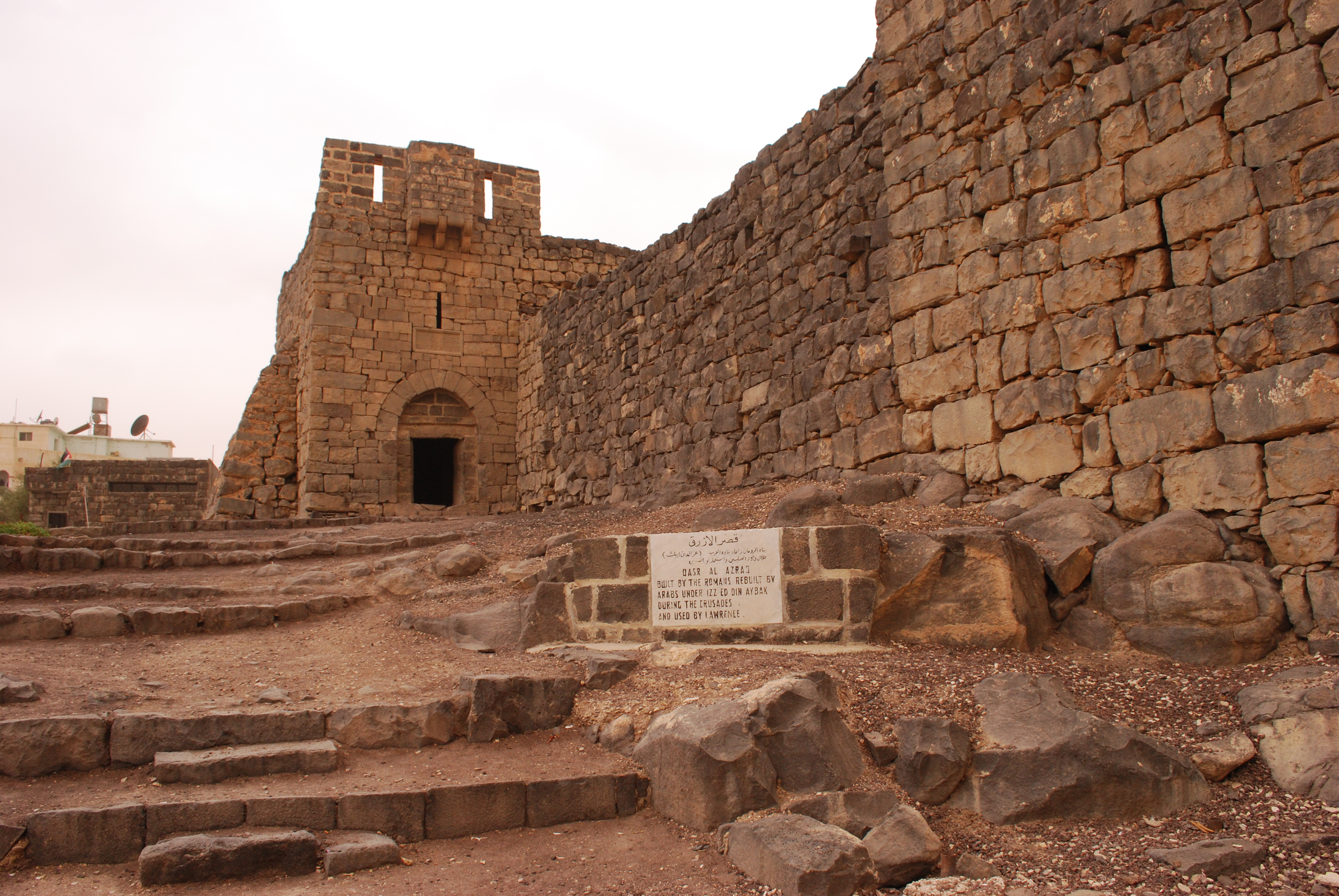
الأزرق، إحدى أهم مناطق الدروز في الأردن.

لا تتبع العقيدة الدرزية أركان الإسلام الخمسة، مثل الصيام في شهر رمضان، والحج إلى مكة. تتضمن معتقدات الدروز عناصر من الإسماعيلية، والإسلام الشيعي، والغنوصية، والأفلاطونية، والمسيحية. وغيرها من الفلسفات، ويسمون الدروز أنفسهم «أهل التوحيد».
«يتبع الدروز نمطًا من العزلة حيث لا يُسمح بأي تحول، لا من خارج الدين أو داخله. عندما يعيش الدروز بين أتباع الديانات الأخرى، يُحاولون الاندماج من أجل حماية دينهم وسلامتهم الخاصة. ويُمكن أن يصلوا كمسلمين أو كمسيحيين، حسب المكان الذي هم فيه. ويبدو أن هذا النظام يتغير في العصر الحديث، حيث سمح المزيد من الأمن للدروز بأن يكونوا أكثر انفتاحًا بشأن انتمائهم الديني».
افتتح التنوخيون الطائفة الدرزية في سوريا عندما قبل معظمهم واعتمدوا الرسالة الجديدة التي كانت تُبشر في القرن الحادي عشر، بسبب العلاقات الوثيقة لقيادتهم مع الحاكم الفاطمي آنذاك الحاكم بأمر الله.

## الديموغرافيا والانتشار
يبلغ عدد الدروز الأردنيين حوالي 32,000 نسمة بحسب إحصاءات في 2005، يعيشون في الأماكن الريفيّة والجبال وفي شرق عمّان، وتحديدًا في بلدة الأزرق.

## وصلات خارجية
- عن دروز الأردن | قناة رؤيا
- دروز الأردن وسوريا | Sky News عربية